# Стивенс, Джо
Джоанна Мериел Стивенс (англ. Joanna Meriel Stevens; род. 6 сентября 1966, Суонси) — британский политик, член Лейбористской партии, министр по делам Уэльса (с 5 июля 2024).

## Биография
Сразу после избрания в Палату общин в 2015 году была привлечена к работе в теневом правительстве Джереми Корбина в должностях теневого младшего министра юстиции и теневого генерального солиситора Англии и Уэльса.
7 октября 2016 года Корбин произвёл серию кадровых перемещений в теневом кабинете, назначив Джо Стивенс теневым министром по делам Уэльса.
27 января 2017 года Стивенс ушла в отставку в знак протеста против требования Корбина к парламентариям голосовать в Палате общин за выход Великобритании из Евросоюза.
6 апреля 2020 года назначена теневым министром цифровизации, культуры, средств массовой информации и спорта при формировании теневого правительства Кира Стармера.
29 ноября 2021 года перемещена на должность теневого министра по делам Уэльса.
5 июля 2024 года получила портфель министра по делам Уэльса в лейбористском правительстве Стармера, сформированном после поражения консерваторов на парламентских выборах.